# Liceo Naval Capitán de Corbeta Manuel Clavero
El Liceo Naval Capitán de Corbeta Manuel Clavero Muga es una institución educativa pública bajo administración de la Marina de Guerra del Perú, fundada en 1964 y ubicada en el distrito de Ventanilla, Callao, Perú. El Liceo recibe su nombre del héroe nacional Manuel Clavero Muga y celebra su aniversario el día de la conmemoración del Conflicto de La Pedrera entre Perú y Colombia, donde Clavero participó.
Desde su fundación, sentó sede en la Urbanización "Almirante Miguel Grau", adyacente a la Ciudad Satélite, que formaba parte del proyecto del primer ministro de entonces, Pedro Beltrán, de hacer de la naciente localidad de Ventanilla una ciudad sostenible, comercial e industrial. 
Es, junto con los Liceos Navales "Almirante Guise" y "Capitán de Navío Juan Noel Lastra", el Liceo Naval más antiguo del Perú, y la segunda institución educativa más antigua de Ventanilla, luego del colegio "Nuestra Señora de Belén" (2 de abril de 1963) y seguido por el colegio "Virgen de Fátima" (13 de mayo de 1964).

## Historia
El Liceo Naval se creó el 12 de julio de 1964 por Resolución Directoral N° 1646. Se inauguró el 4 de mayo de 1964, siendo presidente el arquitecto Fernando Belaúnde Terry; Francisco Miró Quesada Cantuarias ministro de Educación, y el vicealmirante Fernando Teixeira ministro de Marina. Junto con el Liceo Naval Almirante Guise, fue uno de los dos primeros colegios fundados por la Marina de Guerra del Perú en 1964. 
A diferencia del Liceo Naval Almirante Guise, cuyo propósito era impartir educación a los hijos de los oficiales de la Marina de Guerra del Perú, el Liceo Naval Teniente Clavero solo podía recibir alumnos hijos de suboficiales de la institución naval. Ambos colegios fueron modelo para nuevas instituciones educativas fundadas por la Marina a lo largo de la geografía peruana: hasta el 2010 suman 9 los Liceos y 2 cunas infantiles, ubicadas en Lima, Callao, Paita e Iquitos. Estas instituciones representan el notable esfuerzo de la Marina por contribuir a la educación peruana y, de manera particular, de su familia naval.
El Liceo inicia sus funciones solo con el nivel primario y operó en dos pabellones que fueron su diseño original. El Ministerio de Marina contrató los servicios de la congregación canadiense de los Hermanos de San Gabriel, orden pionera en la misión educacional, para que se encargara de la conducción del Liceo y sentara las bases de su crecimiento y desarrollo. Paralelamente se contrató los servicios de personal civil para el área de Tesorería y Secretaría. 
Después de 1975 se inicia la construcción del cerco perimétrico del Liceo, durante 11 años las clases se realizaron sin él, sin que esto diera oportunidad a que los alumnos salgan sin autorización, pues la disciplina del alumnado era considerada como principio. En 1985 se creó el nivel Inicial. Ya en 1989 el Liceo contaba con 4 aulas del nivel Inicial, albergando a 113 niños.
La población escolar se incrementa con rapidez, consolidándose la propuesta educativa del liceo en todo el ámbito de Ventanilla, destacando muy de lejos por su disciplina y nivel académico. Este proceso de desarrollo descrito, fue acompañado también de un incremento del personal docente, administrativo, de servicio y mantenimiento, personal auxiliar y de movilidad, ya que alumnos de otras localidades fuera de Ventanilla venían a estudiar al Liceo Naval.
La institución educativa cuenta con los siguientes servicios: Biblioteca, lozas deportivas, laboratorios de Ciencias, laboratorios de Cómputo, Sala de Robótica, etc.
La primera promoción completa del Liceo fue la conformada por los alumnos que empezaron en 1964 y que concluyeron sus estudios en 1973, llamada "Promoción Hernán Delgadillo Alcázar".
El 31 de julio de 2008, el Ministerio de Defensa expidió la Resolución N.º 789-2008 DE/MGP incorporando con el grado de Capitán de Corbeta de la Marina de Guerra del Perú, al héroe naval Manuel Clavero Muga en el Escalafón General del Personal Superior de la Marina de Guerra del Perú. El aniversario del Liceo se celebra cada 12 de julio.

## Aspectos académicos
El Liceo Naval, en los tres niveles educativos que abarca, trabaja sobre la base de objetivos definidos, actualizados constantemente que contribuyen a su labor académica.
Nivel inicial:
- Promover la formación integral del alumno, en los aspectos social, efectivo y cognitivo, la expresión oral y artística, la psicomotricidad y el respeto de sus derechos.
- Establecer estrategias cognitivas para "aprender a aprender" favoreciendo las relaciones de integración con alegría.
- Asegurar que el servicio educativo responda en calidad y eficiencia a las exigencias de la comunidad y a los intereses nacionales.
- Promover que las actividades de aprendizaje sean significativas desarrollando los contenidos actitudinales, conceptuales y procedimentales para lograr alumnos competentes.
- Apoyar y estimular el trabajo del docente y su rol profesional y social, para así poder lograr que el aprendizaje sea significativo para el alumno, promoviendo el desarrollo de proyectos y exposiciones.
- Promover la enseñanza del idioma inglés, de tal manera que el alumno comprenda y reproduzca expresiones en inglés dentro de un contexto comunicativo oral, a través de la práctica cotidiana.
- Promover prácticas de crianza con participación de la familia.
- Desarrollar en los alumnos una actitud optimista y positiva frente al trabajo, que lo ayude a tomar decisiones y afrontar situaciones
- Promover prácticas de crianza con participación de la familia. rata

Nivel primario:
- Promover el desarrollo de capacidades que permitan a los alumnos actuar con suficiente autonomía, responsabilidad, convicción propia y tomar decisiones responsables y justas.
- Fomentar la satisfacción por la obra bien hecha, exigiendo esfuerzo, puntualidad y calidad en los trabajos presentados.
- Proporcionar a los alumnos técnicas de trabajo para que puedan realizar ejercicios que reflejen su interés y dedicación haciendo uso de los avances tecnológicos.
- Promover que las actividades de aprendizaje sean significativas, desarrollando los contenidos actitudinales, conceptuales y procedimentales para lograr alumnos competentes.
- Reforzar y complementar la adquisición de valores en su formación personal estableciendo una acción coherente entre las actividades de psicopedagogía, pastoral y los contenidos actitudinales de cada asignatura.
- Desarrollar la capacidad creativa de los alumnos propiciando su participación en proyectos de investigación, concursos, exposiciones y otros.
- Impulsar el aprendizaje del idioma inglés, como segunda lengua, desarrollando las competencias básicas para la comunicación oral y escrita.
- Promover actividades de acción y servicio social para que adquieran progresivamente conciencia de las necesidades sociales y cultiven la solidaridad y la generosidad como respuesta a dicha problemática.
- Intercambiar entre los docentes experiencias metodológicas y didácticas a fin de dinamizar y elevar el proceso de enseñanza – aprendizaje de las diferentes áreas de desarrollo.
- Establecer comunicación directa y permanente con los docentes para coordinar e intercambiar información actualizada y específica de cada área de desarrollo o asignatura.
- Promover un espíritu de familia y amistad entre los docentes, alumnos y padres de familia basado en el respeto, aceptación, comprensión, diálogo y ayuda mutua; permitiendo construir un buen clima organizacional.
- Asegurar el cumplimiento eficiente de las acciones educativas programadas mediante la formulación y desarrollo del Plan de Supervisión, teniendo en cuenta el currículo diversificado.
- Favorecer al aprendizaje de hábitos fundamentales para poder desenvolverse en la sociedad: saludos, agradecimientos, escuchar a los demás.

Nivel secundario:
- Brindar educación integral que fomente la internalización y la práctica de valores.
- Desarrollar habilidades y destrezas despertando el espíritu de superación y de sus potencialidades intelectuales.
- Abordar todas las dimensiones del aprendizaje: conocimiento, comprensión, aplicación, actitud.
- Propiciar un aprendizaje holístico.
- Desarrollar contenidos transversales: formación en valores e identidad nacional.

## Galería de directores
- R.P. Juan Pablo Proteau (1964)
- R.P. Gregorio García Gonzáles (1965-1969)[10]
- R.P. Andrés Contant Leblanc (1970-1972)
- R.P. José Denegri Lestonnat (1973-2002)[11]
- Catalina Raymundo Matos (2003-2009)
- Guido Revilla Obando (2010-2011)
- Michela Rojas Moreno (2012)
- Tania Flores Morante (2012- Enero 2024)
- Cirilo Olivares Valencia (Febrero 2024 - Actualidad)